# Caladenia bicalliata
Caladenia bicalliata är en orkidéart som beskrevs av Richard Sanders Rogers. Caladenia bicalliata ingår i släktet Caladenia och familjen orkidéer.

## Underarter
Arten delas in i följande underarter:
- C. b. bicalliata
- C. b. cleistogama